# Sól ziemi
Sól ziemi – powieść Józefa Wittlina, opublikowana w 1935 roku. Utwór miał stanowić pierwszą część planowanej trylogii pt. Powieść o cierpliwym piechurze. W Soli ziemi przedstawiono losy Piotra Niewiadomskiego, analfabety i prostaczka, wcielonego do wojska w czasie I wojny światowej. Powieść zawiera akcenty pacyfistyczne i związana jest z poetyką ekspresjonizmu. W 1939 roku Sól ziemi wymieniano jako jedną z propozycji do literackiej Nagrody Nobla.

## Okoliczności powstania i publikacji
Wittlin pracował nad powieścią ok. 10 lat. Ostatecznie ukazała się ona w 1935 roku (z datą wydania 1936). Planowana była jako pierwsza część trylogii Powieść o cierpliwym piechurze, której dalsze części miały nosić tytuły kolejno: Zdrowa śmierć i Dziura w niebie. Pozostałych tomów pisarz jednak nigdy nie dokończył (co, według relacji Gustawa Herlinga-Grudzińskiego, było powodem artystycznej goryczy, towarzyszącej Wittlinowi pod koniec życia). Część z gotowych fragmentów tomu drugiego zaginęła w 1940 roku, podczas nieudanej próby ucieczki pisarza z Francji do Wielkiej Brytanii. Fragment Zdrowej śmierci ukazał się jedynie w „Kulturze” paryskiej w 1972 roku.

## Czas akcji
Akcja powieści rozpoczyna się ok. godziny 5.20 28 lipca 1914 roku i kończy w poranek 25 sierpnia 1914.

## Fabuła

### Prolog
Prolog rozpoczyna się od opisu momentu wybuchu I wojny światowej. Franciszek Józef I spotyka się ze swoimi ministrami. Rozmawiają o zamachu w Sarajewie i niezadowalającej reakcji rządu serbskiego. Namawiany przez ministrów cesarz niechętnie podpisuje wypowiedzenie wojny.
Prolog zawiera również opis reakcji obywateli na wybuch wojny, a także wyjazdu żołnierzy na front.

### Powieść
Bohaterem utworu jest Piotr Niewiadomski, analfabeta, syn Hucułki i nieznanego Polaka. Pracuje jako tragarz na stacji Topory-Czernielica. Kiedy wybucha wojna, zostaje jednak awansowany – ma zastąpić dróżnika Banasika, który został powołany do wojska. Awans cieszy go szczególnie ze względu na możliwość noszenia czapki kolejowej z cesarskim orłem. Niedługo potem Niewiadomski zostaje wezwany na komisję poborową w Śniatynie. Tam, pomimo problemów z sercem, zostaje uznany za zdolnego do służby i wcielony do piechoty. Po komisji, wraz z innymi rekrutami, składa przysięgę wierności cesarzowi. W domu Piotr żegna się ze swoją kochanką Magdą, ulubionym psem Basem i przygotowuje się do opuszczenia wsi. W dzień wyjazdu garnizonu (21 sierpnia) Huculi dowiadują się o śmierci papieża Piusa X, która miała miejsce nocą. Po południu są świadkami zaćmienia słońca. Odczytują to jako oznaki końca świata.
Na Węgry Niewiadomski wraz z innymi rekrutami dociera pociągiem. Na miejscu panuje nastrój klęski, wynikający z informacji o niepowodzeniach na froncie (zob. bitwa galicyjska). Przygotowaniem rekrutów do wcielenia do armii zajmuje się stabsfeldwebel (sierżant sztabowy) Bachmatiuk, surowy, fanatycznie przestrzegający regulaminu i bezwzględnie oddany idei subordynacji wojskowej. Trzeciego dnia pobytu na Węgrzech Piotr Niewiadomski składa przysięgę wojskową.

## Odbiór utworu

### W Polsce
Powieść cieszyła się dużym uznaniem krytyki. Pisano o niej: 

Wittlin znalazł do sprawy wojny zupełną nową własną drogę. Drogę prostoty i naiwności. Spojrzał na świat oczami człowieka pierwotnego i pokazał, że w tych oczach niewtajemniczonych we współczesność, że w tym mózgu prostym i nieskomplikowanym przełamuje się rzeczywistość życia i śmierci tak samo, jak w najbardziej widzących i światłem kultury oświeconych spojrzeniach... „Sól ziemi” jest patetycznym wstępem i wspaniałem przygotowaniem tego doświadczenia. Ale jest nadewszysko bezkrwawym odwetem serca, które zwierza się i opowiada o cierpieniach miljonów. Jest szturmem na pozycję wroga, odsłaniającym skomplikowany system grozy i teroru, którym demon wojny sparaliżował odruch wolnego człowieka.

Trudno zatrzymać się nad wszystkiemi ważniejszemi momentami książki. Są tu charakterystyki osób i poszczególne sceny, które same dla siebie wymagałyby specjalnych omówień.

W styczniu 1936 roku zdobyła nagrodę „Wiadomości Literackich” – zarówno w wyniku decyzji sądu konkursowego, jak i w drodze głosowania czytelników pisma. Jury doceniło utwór m.in. za pasję i rozwagę w warstwie stylistycznej, sposób ukazania wojny jako mechanizmu pozaludzkiego, troskę i autorskie poczucie odpowiedzialności. W 1938 Wittlin otrzymał nagrodę Złotego Wawrzynu Polskiej Akademii Literatury. Książka cieszyła się również w dwudziestoleciu międzywojennym dużą popularnością wśród czytelników – w 1936 została wznowiona dwukrotnie, a jej czwarte wydanie ukazało się w 1938 roku.
W okresie powojennym powieść nie była szeroko znana w Polsce z przyczyn politycznych – Wittlin przebywał na emigracji, był współpracownikiem Radia Wolna Europa, podpisał także skierowany do pisarzy emigracyjnych apel o niepublikowanie w Polsce. Artykuły o książce pojawiły się jedynie w okresie odwilży w 1956 roku. Aktualność powieści podkreślał wtedy w „Życiu Literackim” Włodzimierz Maciąg, natomiast „Tygodnik Powszechny” opublikował serię artykułów o Wittlinie. Pierwsze powojenne polskie wydanie Soli ziemi ukazało się dopiero w 1979 roku, nakładem Państwowego Instytutu Wydawniczego. Powieść jest w Polsce znana słabiej niż za granicą.

### Na świecie
Książka szybko zdobyła uznanie międzynarodowe. W 1936 roku na łamach „Pariser Tageszeitung” Alfred Döblin porównywał ją z twórczością Jaroslava Haška. Pierwsze przekłady (na niemiecki, duński, czeski i rosyjski) ukazały się w 1937, a kolejne (na angielski, francuski, włoski, szwedzki i węgierski) – w 1939. W tym samym roku w prasie angielskiej i francuskiej ukazały się pochlebne recenzje Soli ziemi, rozważano także nagrodzenie jej literacką Nagrodą Nobla. O powieści wypowiadali się także pozytywnie Tomasz Mann i Gabriel Marcel. W okresie wojny pojawiły się tłumaczenia na chorwacki i hebrajski, a w 1945 – na hiszpański. W 1943 Wittlin otrzymał za Sól ziemi nagrodę Amerykańskiej Akademii Sztuki i Literatury oraz Narodowego Instytutu Sztuki i Literatury w Nowym Jorku (co związane było z opublikowanym w 1941 drugim amerykańskim wydaniem powieści). Dużym sukcesem cieszyło się również drugie tłumaczenie niemieckie, wydane w 1969 roku.